# Televerkets förvaltningsbyggnader, Farsta

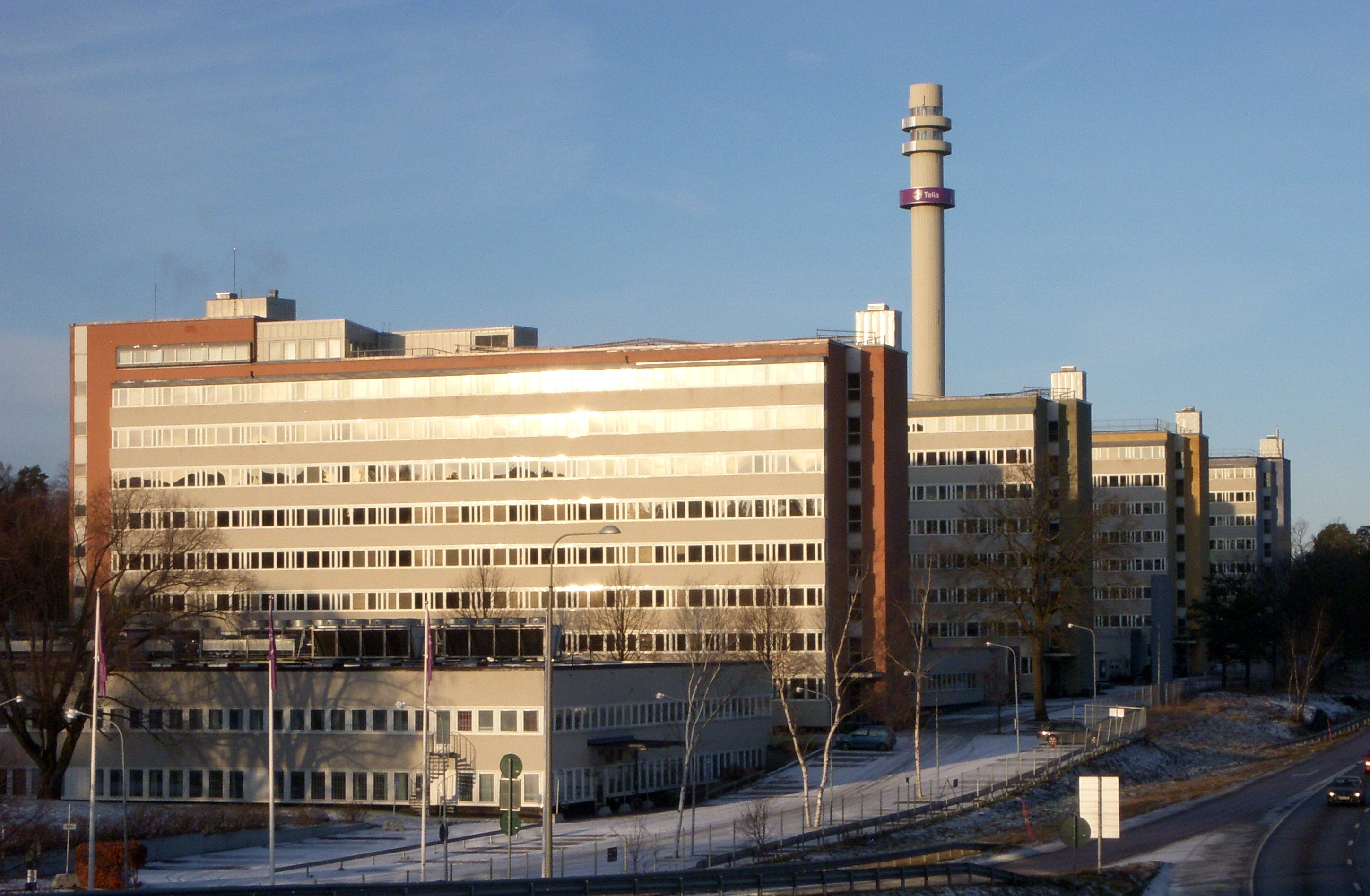
Farstaanläggningen vid Nynäsvägen, januari 2012.

Televerkets förvaltningsbyggnader (fram till 2016 huvudkontor för Telia Company) ligger i Farsta i södra Stockholm. Anläggningen uppfördes i flera etapper mellan 1962 och 1972 efter ritningar av Bengt Hidemark och  Gösta Danielson. Byggnadsstyrelsen och Telestyrelsen var byggherrar. Byggnaderna vid Mårbackagatan (färdiga 1969) belönades med Kasper Salin-priset.

## Anläggningen Vitsand
59°14′43″N 18°06′08″Ö / 59.24528°N 18.10222°Ö
Den äldre anläggningen vid Färnebogatan 81–87, benämnd Vitsand, uppfördes mellan 1962 och 1966. Den består av fyra åtta till nio våningar höga, slanka skivhus, ställda vinkelrätta mot Nynäsvägen. Fasaderna kännetecknas av långa fönsterband med fönster av natureloxerat aluminium. Trapphusen finns i gaveltornen. De förut gråmålade byggnaderna är numera färgsatta i var sin kulör; rött, grönt, gult och blått (från syd till norr). 
De höga byggnadskropparna omges av några lägre tvåvåningsbyggnader. Längst i norr ger telekommunikationstornets betongcylinder en markant accent. Det 90 meter höga tornet med företagets logotyp, ursprungligen uppfört för radiolänkförbindelser, var ett landmärke i Farsta med omgivningar men revs 2023 för att ge plats åt bostäder.

### Bilder Vitsand

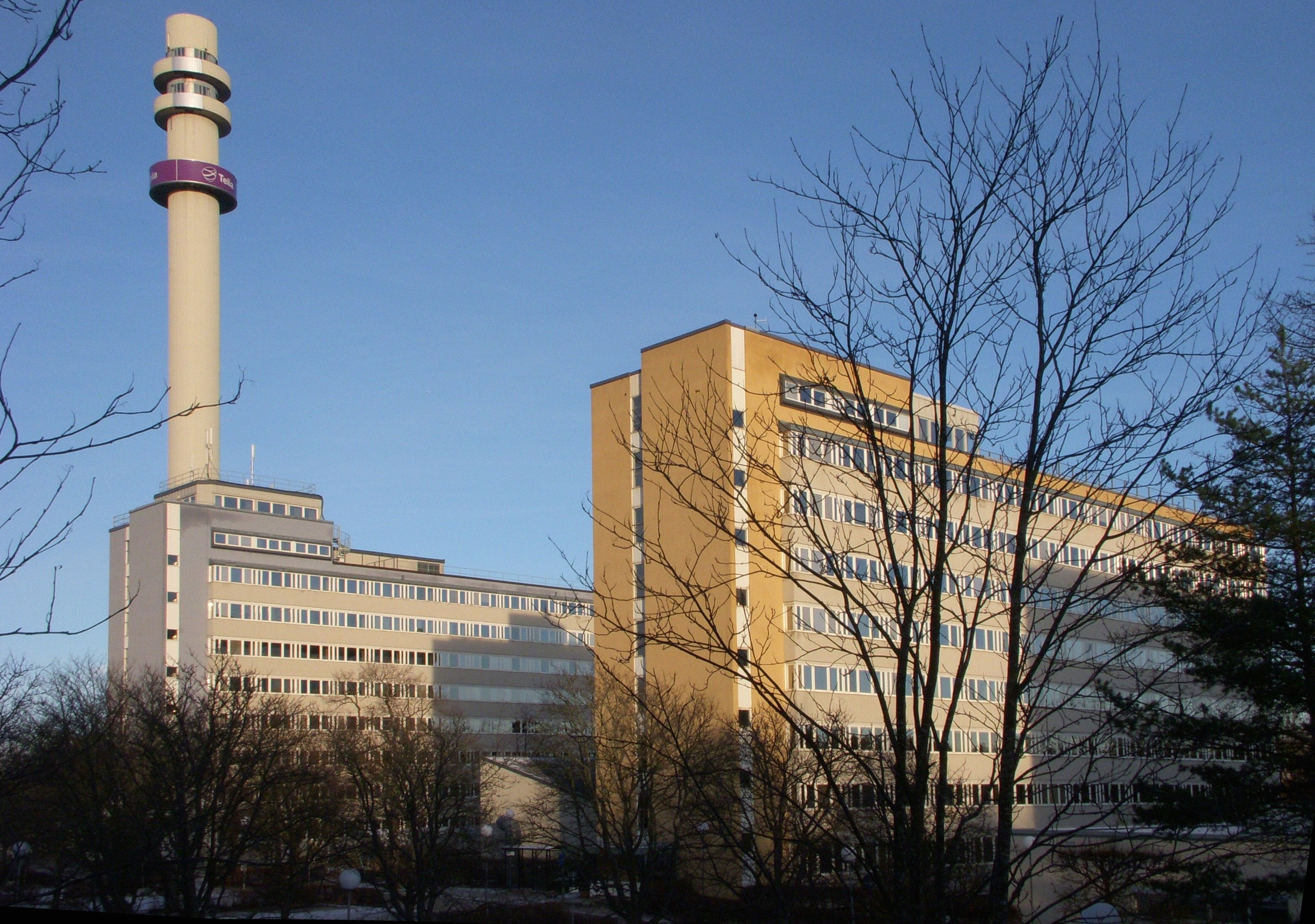
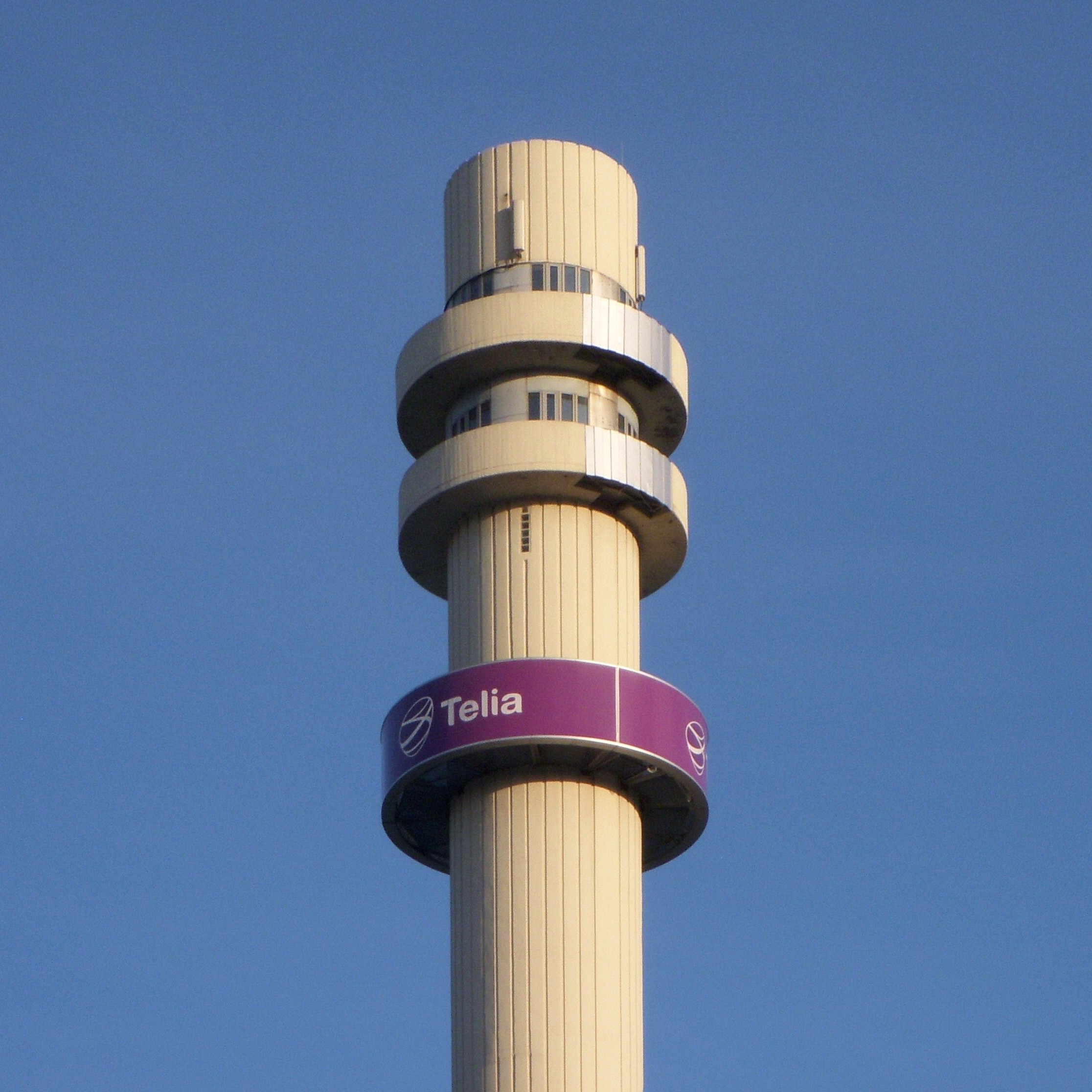
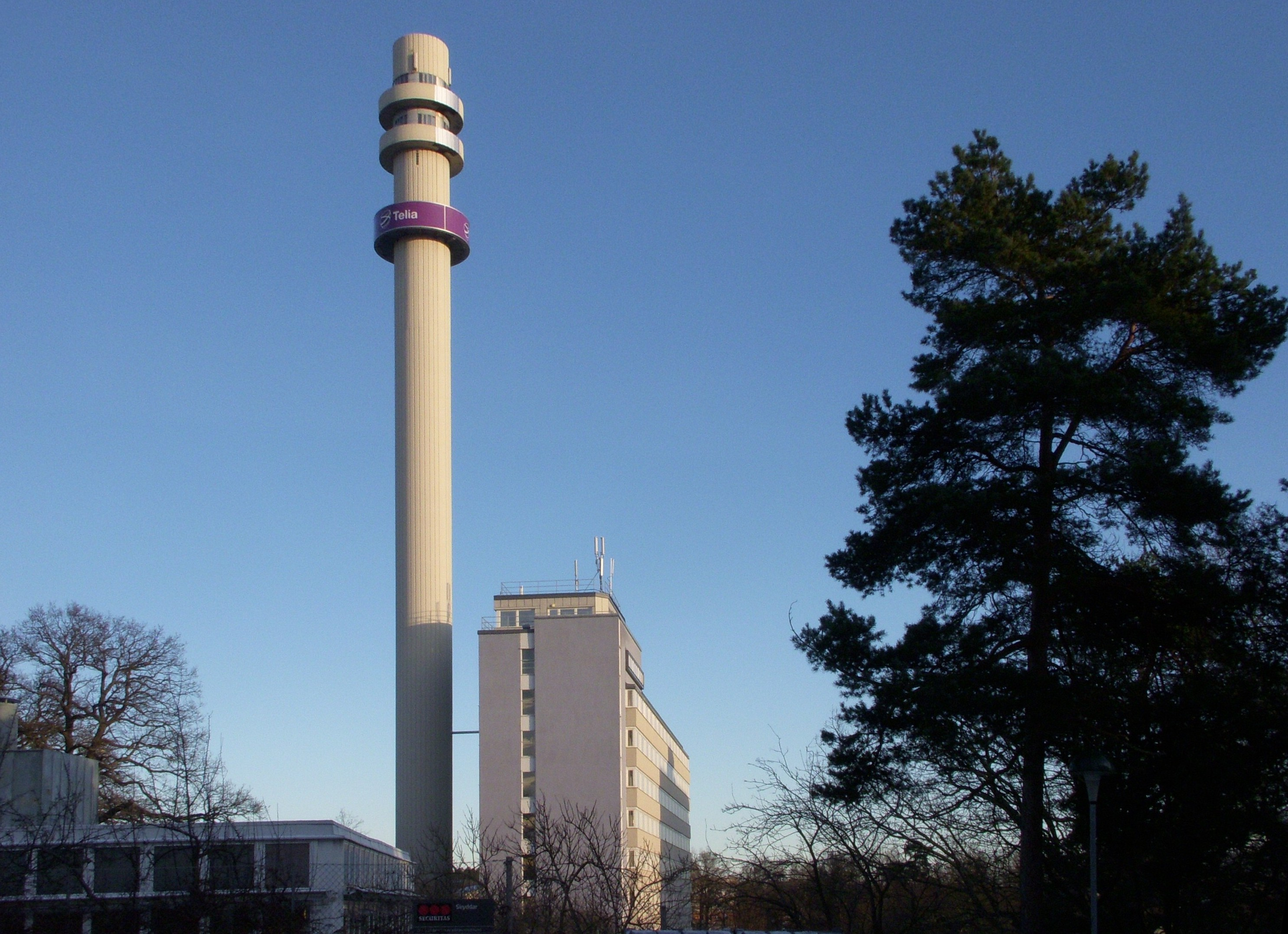

## Anläggningen Mårbacka
59°14′32″N 18°06′30″Ö / 59.24222°N 18.10833°Ö
Vid Mårbackagatan 11–17, benämnt Mårbacka, cirka 400 meter söder om den äldre anläggningen byggdes mellan 1966 och 1969 lokaler för en utökning av dåvarande Televerkets verksamhet. Denna gång tog arkitekterna Hidemark och Danielson ett helt annat grepp. Istället för några höga skivhus valde de att utföra byggnaderna låga och mellan tre och fyra våningar höga. Några av husen är förskjutna i förhållande till varandra, samtidigt som de sluter sig kring individuellt gestaltade gårdar och gaturum. I huvudsak användes prefabricerade betongelement som monterades på platsen. Systemet medgav en successiv utbyggnad av anläggningen.
Fasadelementen är rumshöga med kraftig vertikal ytstruktur av obehandlad betong. Iögonfallande är de röda fönstersnickerierna, formgivna med samma proportioner och placerade i monoton upprepning, vissa fönstergrupper är gestaltade som burspråk. Byggnaden innehåller 900 kontorsrum, varav 80 procent är identiska.
Arkitekturhistorikern Fredric Bedoire menade 1977 i Stockholms byggnader: "[Arkitekterna] visar hur en storskalig anläggning med standardiserade förtillverkade enheter kan ges en mänsklig karaktär." Byggnaden belönades 1969 med Kasper Salin-priset. Juryn pekade på hur Danielson och Hidemark skapat "fattbara samband" och hur "varje utrymme" har fått en identitet. Enligt Stadsmuseets kulturhistoriska klassificering är området blåmärkt vilket anger bebyggelse vars kulturhistoriska värde motsvarar fordringarna för byggnadsminnen i kulturmiljölagen.

### Bilder Mårbacka

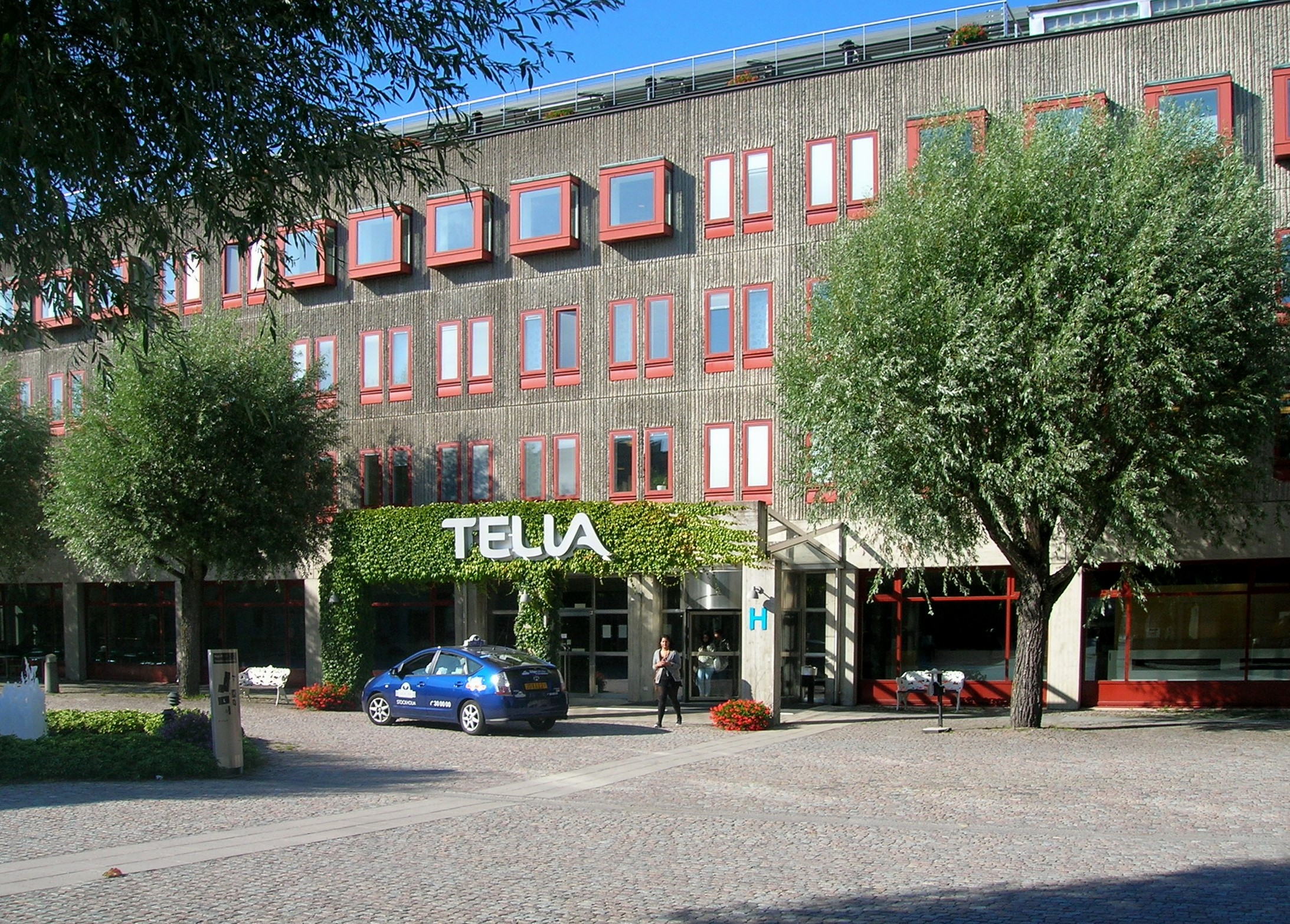
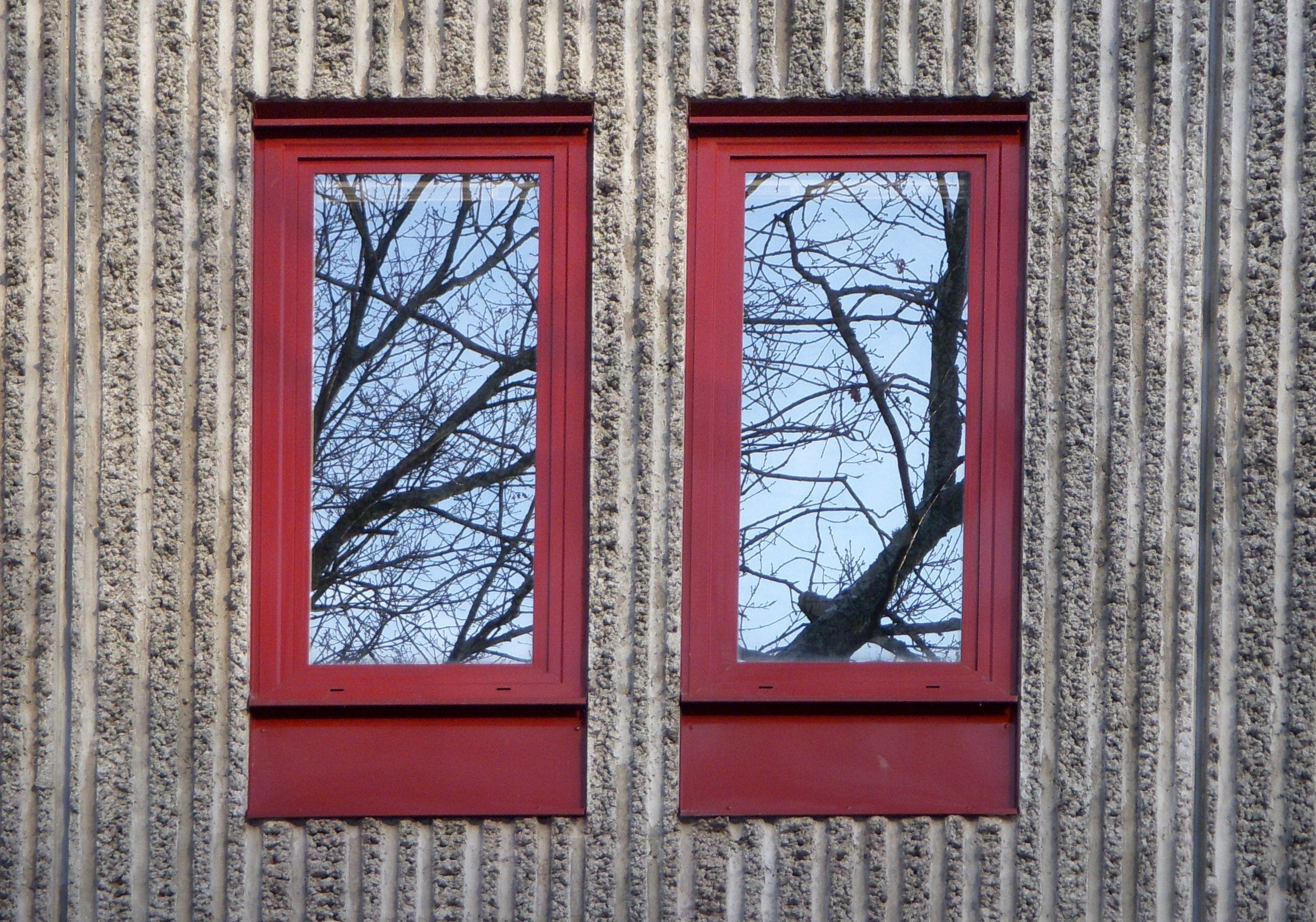
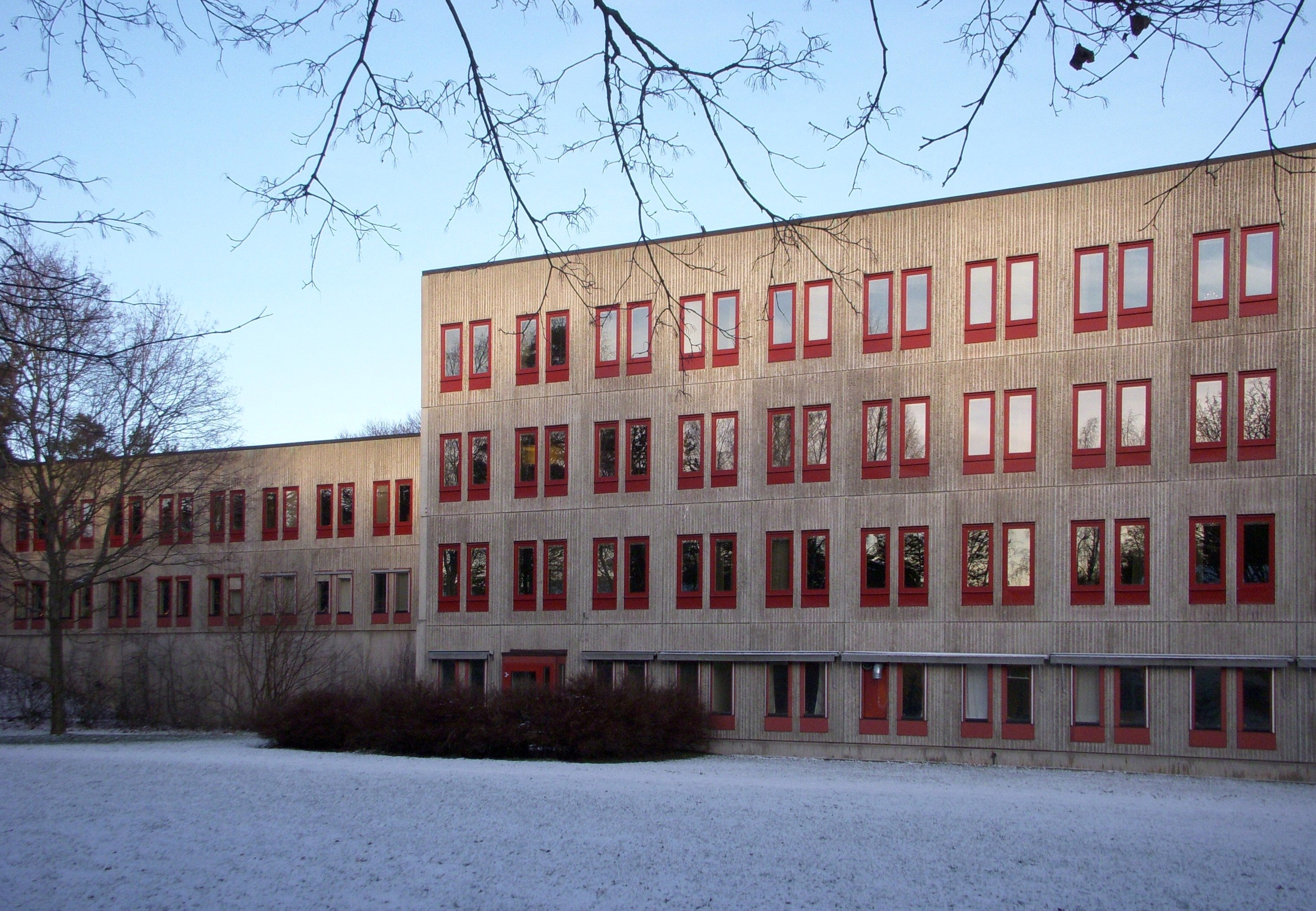